# Lorenzo Ratti (Musiker)
Lorenzo Ratti (* 1589 oder 1590 in Perugia; † 10. August 1630 in Rom) war ein italienischer Komponist und bekannt als der Lehrer von Orazio Benevoli. Er war der Neffe und Lehrling von Vincenzo Ugolini, der ebenfalls als Lehrer von Benevoli bekannt ist. Er war der Vorgänger von Giacomo Carissimi als Kapellmeister am Deutschen Kollegium (Collegium Germanicum) in Rom.

## Leben
Hinsichtlich Lorenzo Rattis Geburts- als auch Sterbedatums sowie der Verortung dieser Ereignisse existieren unterschiedliche Angaben in der Fachliteratur. Sowohl François-Joseph Fétis, als auch Robert Eitner äußern sich zu Lorenzo Ratti, wobei Eitner die Angaben von Fetis dahingehend in Zweifel zieht, dass Fetis irrtümlich Loreto im Raume Neapel mit Ratti in Verbindung bringt. Eitner zieht sogar das Todesdatum 1630 in Zweifel, als dass noch eine persönlich von Ratti unterschriebene Widmung zu seinen Canticae salomonis aus dem Jahr 1632 zu existieren scheint. Danach gibt es aber keine Nachweise mehr. In der modernen Fachliteratur hat man sich auf die Lebensdaten von 1589/1590 bis 1630 geeinigt, wobei seine Eltern unter den Namen Girolamo Ratti und Isapaola Ugolini erwähnt werden.
Seine erste Erwähnung in den Jahren 1598/1599 als Knabensopran findet sich an der Cappella Giulia des Petersdoms im Vatikan unter Leitung von Ruggiero Giovannelli. 1609 war er dritter Organist ebenda. 1613 bis 1616 war er Organist am Dom von Perugia. Nach seiner Rückkehr nach Rom wurde er Kapellmeister am Römischen Seminar und verfasste für dieses die Motecta, binis, ternis...., liber primus (1617). 1619 und 1620 stand er dem Deutschen Kollegium vor. Dann wechselte er als Kapellmeister zur Kirche von San Luigi dei Francesi. Dort ist er auch als Lehrer von Orazio Benevoli verbürgt. Weitere Wirkstätten sind Santa Maria dell’Anima und das Arciconfraternita del SS. Crocifisso in S. Marcello. Sicher ist sein Erscheinen als Kapellmeister am Deutschen Kollegium in Rom. 1629 wurde er Kapellmeister in der Basilika vom Heiligen Haus in Loreto in Nachfolge des verstorbenen Antonio Cifra.

## Werk
Eitner führt eine Auflistung des Werkes – mit Hinweisen auf ihren Verbleib und Zustand – von Ratti auf wie folgend:
- Motecta 2, 3, 4 et 5 voc. lib. 1.; Roma 1617  Zanetti., Caecilia in Rom; kompl. B. B: C 1. 2. B.
- Sacrae  Modulationes  nunc  primum in  lucem  editae. Pars  I./II., unvollständig erhalten, Bologna, Kremsmünster, 1628 Aless. Vincentius
- Litaniae  beatiss.  V.  M.  5,  6,  7,  8  et 12 voc. una c. B. ad org. Ven. 1630, Aless. Vincentius
- Cantica  Salomonis. Binis, ternis, 4nis, acquinis vocibus concinenda. 1632.
- Di Lorenzo R...  nepote  e discepolo di Vinc. Ugolini. Il 1. lib. de Madrigali a  5  voci. 1615  G.  Vincenti. Neapel.
- Jesu cordis solatium 5 voc. Bei Alfieri, Bd. 2, S. 65.
- O Domine Jesu Christe. In 2 Kopien.
- Missa sine nom. a 4 cori (4 Org. u. 4 voci per coro). Laterankapelle:
- Ecce panis angelicus 5 voc. Cap. sistina, Cod. 220,
- Einige Tonsätze. In: Cod. Lechler, in Kremsmünster.
- Transfige. In: Dom. Bianchi’s  Sacrarum  modulat. 1642.
- Salve virgo sacra parens 4 voc. concert. In: Sammaruco’s Sacri affetti. 1625.
- Ein dramma harmonico aus dem Jahre 1628 namens Il Ciclope overo Della vendetta d’Apolline ist ebenfalls überliefert. Insgesamt soll Ratti 157 Motetten geschrieben haben.[4]

## Notenbeispiel
- https://www.youtube.com/watch?v=g9FA3li-cDY